# Parco nazionale di Nsumbu

Il parco nazionale di Nsumbu (chiamato anche Sumbu) si trova sulla costa orientale del lago Tanganica, vicina alla sua punta estrema meridionale, nella provincia del Nord della Zambia. Comprende un'area di circa 2.000 km² e ha circa 80 km di costa lacustre, con quattro insenature (Kasaba, Kala, Nkamba and Sumbu), e la penisola di capo Nundo.

## Storia
Fino alla fine degli anni sessanta, il Kasaba Bay Lodge era raggiungibile solo per via aerea, o via lago da Mpulungu, e frequentati solo da facoltosi visitatori stranieri. Esisteva anche un alloggio ben più modesto, gestito dalle autorità del distretto di Mporokoso nella baia di Sumbu e raggiunto da una strada di ghiaia. All'inizio degli anni settanta, questa strada fu connessa alla Kasaba Bay Lodge, e fu costruito un nuovo alloggio a Nkamba Bay.
A quell'epoca e durante tutti gli anni settanta, Sumbu insieme a South Luangwa e Kafue, era reputato uno dei migliori parchi nazionali della Zamba, con elefanti e leoni comunemente avvistati.

## Territorio
Il parco sorge all'interno dell'ecoregione del bosco di miombo della Zambia, ma comprende anche alcune zone dell'arbusteto di Itigi-Sumbu, raro, gravemente minacciato e praticamente impenetrabile.
Il fiume Lufubu scorre in una valle profonda 300 m nella parte meridionale del parco, ma è accessibile solo con difficoltà, attraverso piste sconnesse da Mbala, a sud-est.

## Fauna
Il numero di esemplari di animali selvatici è andato diminuendo nelle decadi ottanta e novanta in seguito alla mancanza di un piano di gestione, esacerbato dal taglio delle connessioni operato dalla linea aerea che era il mezzo più facile per trasportare i visitatori nel parco. I visitatori sono stati a lungo scoraggiati dalla localizzazione remota e dalla prossimità con l'area di conflitto con il Congo, il cui confine nostra dista appena 25 km.
A seguito di qualche intervento di ripopolazione, gli animali sono di nuovo in crescita.

### Mammiferi
Ippopotamo, tragelafo striato, Facocero, Puku, antilope roana, antilope nera, antilope alcina, alcelafo, bufalo, zebra, iena maculata, sciacallo striato, servalo, Impala, cobo, redunca dai canneti, elefante (occasionalmente), leone (occasionalmente), leopardo (occasionalmente), cefalofo azzurro (raro), Sitatunga (raro)

### Rettili
Coccodrillo

### Uccelli
Fenicottero, becco a cesoia africano, spatola, mignattino piombato, cicogne, anatra, airone, gabbiano dalla testa grigia, zafferano, mignattino alibianche, aquila urlatrice, avvoltoio delle palme (occasionalmente), civetta pescatrice del Pel (occasionalmente)

### Pesci
Persico del Nilo, pesce tigre golia, Vundu, salmone lacustre, persico dorato (occasionalmente)

## Accessi
Nel 2007, la strada di ghiaia da Kawambwa o Kasama via Mporokoso era in buone condizioni, così come la strada dalla valle del Luapula via Kaputa, sul Lago Mweru Wantipa. Nel 2010 è iniziata la costruzione di un'altra strada di ghiaia da Mbala a Kasaba Bay e si prevedeva fosse conclusa nel 2011, incluso un nuovo ponte sul fiume Lufubu. La strada asfaltata Kasama - Mbala, via Mpulungu è stata ricoperta nel 2009 ed era in buone condizioni.

## Attività
Sumbu offre la possibilità di osservare le specie selvatiche più ricercate insieme alla possibilità di esercitare la pesca nel lago, il tutto in un bel panorama. La costa del lago comprende scogliere rocciose, massi in equilibrio precario, spiagge sabbiose e acque cristalline, con la vista delle montagne sul lato orientale del lago. Il nuoto è scoraggiato per la presenza di coccodrilli e ippopotami. L'alloggio di Nkamba Bay, collocato all'interno del parco, offre safari in automobile tra gli animali, uso di canoe, pesca sportiva, camminate, percorsi notturni e safari acquatici. 
La competizione nazionale zambiana di pesca ha luogo presso Nkamba e Ndole Bay in marzo o aprile di ogni anno.

## Strutture ricettive
Ci sono due alloggi funzionanti, sul lago Tanganica, Nkamba (un lodge esclusivo all'interno del parco nazionale di Nsumbu) e Ndole Bay, appena a nord del parco; una terza struttura, a Kasaba Bay, ha chiuso nel 2006.